# 奈良県道・京都府道72号生駒精華線
奈良県道・京都府道72号生駒精華線（ならけんどう・きょうとふどう72ごう いこませいかせん）は、奈良県生駒市から京都府相楽郡精華町に至る県府道（主要地方道）である。

## 概要
奈良県生駒市高山町から京都府相楽郡精華町祝園西1丁目に至る。
京都府相楽郡精華町東畑では、連続してカーブが続く。

### 路線データ
- 起点：奈良県生駒市高山町（出店橋交差点、大阪府道・奈良県道7号枚方大和郡山線交点）
- 終点：京都府相楽郡精華町祝園西1丁目（役場前交差点、京都府道22号八幡木津線交点）

## 歴史
- 1993年（平成5年）5月11日 - 建設省（現・国土交通省）から、府県道生駒精華線が生駒精華線として主要地方道に指定される[1]。
- 1994年（平成6年）4月1日 - 奈良県と京都府が主要地方道72号生駒精華線を認定施行。
- 2007年（平成19年）4月1日 - 京都府相楽郡精華町東畑 - 精華町祝園駅前間の旧道を精華町道へ降格。

## 路線状況

### バイパス
- 精華大通り（光台・精華台 間）
- 精華町南稲八妻付近

### 重複区間
- 京都府道52号奈良精華線（京都府相楽郡精華町大字東畑・東畑口交差点 - 相楽郡精華町光台1丁目・国会図書館前交差点）
- 京都府道22号八幡木津線バイパス（京都府相楽郡精華町精華台1丁目・畑ノ前公園前交差点 - 相楽郡精華町大字南稲八妻）

## 地理

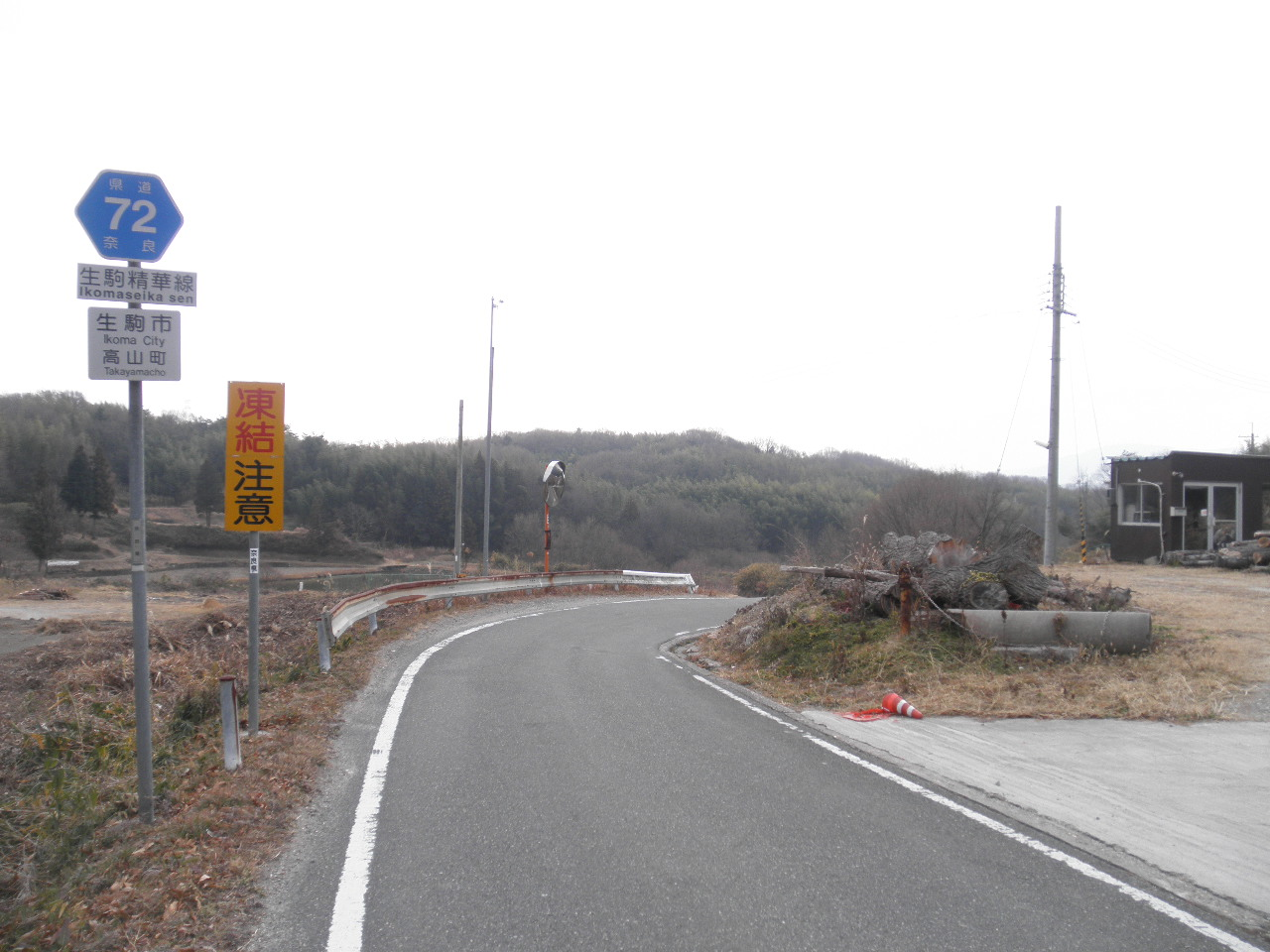
本道の標識
奈良県生駒市高山町で撮影

### 通過する自治体
- 奈良県
  - 生駒市
- 京都府
  - 相楽郡精華町

### 交差する道路
| 交差する道路                                  | 都道府県名 | 市町村名 | 市町村名 | 交差する場所 | 交差する場所              |
| --------------------------------------------- | ---------- | -------- | -------- | ------------ | ------------------------- |
| 大阪府道・奈良県道7号枚方大和郡山線           | 奈良県     | 生駒市   | 生駒市   | 高山町       | 出店橋交差点 / 起点       |
| 奈良県道・京都府道65号生駒井手線              | 京都府     | 相楽郡   | 精華町   | 大字東谷     | 鳥谷池交差点              |
| 奈良県道・京都府道52号奈良精華線 重複区間起点 | 京都府     | 相楽郡   | 精華町   | 大字東畑     | 東畑口交差点              |
| 奈良県道・京都府道52号奈良精華線 重複区間終点 | 京都府     | 相楽郡   | 精華町   | 光台1丁目    | 国会図書館前交差点        |
| 京都府道326号けいはんな記念公園木津線         | 京都府     | 相楽郡   | 精華町   | 精華台7丁目  | 学研公園前                |
| E24 京奈和自動車道                            | 京都府     | 相楽郡   | 精華町   | 精華台2丁目  | 学研IC交差点 5 精華学研IC |
| 京都府道22号八幡木津線 重複区間起点           | 京都府     | 相楽郡   | 精華町   | 精華台1丁目  | 畑ノ前公園前交差点        |
| 京都府道22号八幡木津線 重複区間終点           | 京都府     | 相楽郡   | 精華町   | 大字南稲八妻 |                           |
| 京都府道22号八幡木津線                        | 京都府     | 相楽郡   | 精華町   | 祝園西1丁目  | 役場前交差点 / 終点       |

### 沿線
- 生駒市立生駒北中学校、生駒市立生駒北小学校
- 生駒市立高山幼稚園
- 専光寺
- 精華町立精華西中学校
- パナソニック 照明研究所
- 国立国会図書館関西館
- アピタタウンけいはんな
- コーナン 精華台店
- けいはんな記念公園（京都府立関西文化学術研究都市記念公園）
- 陸上自衛隊 祝園分屯地
- 精華町立精華台小学校
- 精華町役場
- 精華町立精華中学校
- 精華聖マリア幼稚園
- JR西日本片町線 祝園駅
- 近鉄京都線 新祝園駅